# 방교초등학교
방교초등학교(防橋初等學校)는 대한민국 경기도 화성시에 있는 공립 초등학교이다.

## 연혁
- 2016년 12월 1일 : 개교

## 사건 및 사고
- 개교 15일 만인 2016년 12월 16일에 체육관동 1층 필로티에서부터 불이 발생하여 체육관 및 급식실 외벽이 크게 손상되었다. 다행히 피해자는 발생하지 않았다.[1]